# ベン・エイモス
ベンジャミン・ポール・エイモス（Benjamin Paul "Ben" Amos, 1990年4月10日 - ）は、イングランド、チェシャー州マクルスフィールド出身のサッカー選手。ポート・ヴェイルFC所属。ポジションはGK。

## 来歴

### クラブ
2006年7月、マンチェスター・ユナイテッドFCのアカデミーに加入。
2008年12月14日、マンチェスター・ユナイテッドFCのFIFAクラブワールドカップ2008への出場に際して、トレーニング中に負傷したベン・フォスターの代わりとして帯同メンバー入りした。2015年1月30日、ボグダーン・アーダームが足首の負傷により離脱していたチャンピオンシップのボルトン・ワンダラーズFCに1か月間の短期ローンで加入した。

## 所属クラブ
ユース経歴
- クルー・アレクサンドラFC 1993-2000
- マンチェスター・ユナイテッドFC 2001-2008

プロ経歴
- マンチェスター・ユナイテッドFC  2008-2015
  - →  ピーターバラ・ユナイテッドFC 2009 （期限付き移籍）
  - →  モルデFK 2010 (loan)
  - →  オールダム・アスレティックAFC 2011 （期限付き移籍）
  - →  ハル・シティAFC 2012-2013 （期限付き移籍）
  - →  カーライル・ユナイテッドFC 2013-2014 （期限付き移籍）
  - →  ボルトン・ワンダラーズFC 2015 （期限付き移籍）
- ボルトン・ワンダラーズFC 2015-2019
  - →  カーディフ・シティFC 2016-2017 （期限付き移籍）
  - →  チャールトン・アスレティックFC 2017-2018（期限付き移籍）
  - →  ミルウォールFC 2018-2019 （期限付き移籍）
- チャールトン・アスレティックFC 2019-2021
- ウィガン・アスレティックFC 2021-

## 代表歴
- U-16 イングランド代表
- U-17 イングランド代表
- U-18 イングランド代表
- U-19 イングランド代表
- U-20 イングランド代表
- U-21 イングランド代表